# Cát Vinh
Cát Vinh (giản thể: 葛荣; phồn thể: 葛榮; bính âm: Gě Róng, ? – 528) thủ lĩnh khởi nghĩa nông dân Hà Bắc, là lực lượng lớn mạnh nhất trong phong trào Lục Trấn khởi nghĩa phản kháng nhà Bắc Ngụy.